# Attaque de la mosquée Al-Nurayn
 (septembre 2013).
L'attaque de la mosquée Al-Nurayn est une attaque survenue en septembre 2011, lorsque des militants colons israéliens ont tenté de l'incendier.

## Attaque incendiaire
La mosquée a été endommagée de manière significative à la suite d'un incendie volontaire dans la nuit du 4 au 5 septembre 2011, vers 3h00 du matin (GMT+2). Deux pneus en flammes ont été jetés à travers des fenêtres du rez-de-chaussée. L'incendie et le vandalisme ont été découverts au matin par des fidèles venant se recueillir. Des inscriptions en hébreu ont été retrouvés sur les murs, contenant des insultes envers Mahomet et des menaces d'attaques futures. Une étoile de David a été dessinée à côté du nom de Migron (en), une colonie israélienne illégale située à 25 kilomètres au sud, où la police israélienne venait de détruire trois bâtiments le jour précédent.
L'attaque a supposément été commise par des colons israéliens militants en représailles aux destructions de Migron. Ces destructions ont été ordonnées par la cour suprême israélienne à la suite d'une plainte de La paix maintenant au motif qu'ils étaient construits sur un terrain privé appartenant à des palestiniens. Les journaux, ainsi que Rabbis for Human Rights, ont considéré que l'attaque contre la mosquée faisait partie de la politique du « prix à payer » (en) chère à certains colons. La police israélienne a lancé une enquête le jour suivant. D'après les Nations unies, l'attaque fait partie de plus de 250 incidents impliquant des colons au cours desquels des palestiniens ont été blessés ou que leurs propriétés ont été endommagés.
L'autorité palestinienne a condamné cette attaque en soulignant qu'elle faisait partie d'une série de crimes violents perpétués par les colons en Cisjordanie. Le premier ministre Salam Fayyad souligne que ces attaques induisent un cycle de violences et dit que c'est un acte de terrorisme. Il est très critique par rapport à la police israélienne, et a demandé que l'enquête soit confiée au quartet. Catherine Ashton, représentante de l'Union européenne pour les affaires étrangères, a condamné l'attaque en disant que « les attaques contre les lieux de culte sapent la liberté religieuse et de croyance qui est un droit humain fondamental ». Le secrétaire général de l'Organisation de la coopération islamique, Ekmeleddin Ihsanoglu, a aussi condamné l'attaque en tenant Israël entièrement responsable. Il a demandé que les organisations de défense des droits humains travaillent pour éviter d'autres actes de violence envers les Palestiniens.